# Raymond Mihière
Compléments
Pionnier des machines à sous en France.
Raymond Mihière, dit « le Chinois » né en 1951, est une figure du milieu marseillais. Il est parfois présenté comme « le parrain des quartiers Nord de Marseille » et le pionnier des machines à sous en France. Après avoir évolué dans le monde de la nuit et les machines à sous près de l'étang de Berre, il se réoriente vers le trafic de stupéfiants. Après de multiples arrestations et parfois relaxes, il est arrêté dans le cadre d'un trafic international de cocaïne en novembre 2012. Au moment de son arrestation, il occupe la huitième place du « Top Ten » des trafiquants marseillais.

## Jeunesse
Il doit son surnom « le Chinois » à sa mère d'origine vietnamienne (ancienne Indochine). Son père est corse. Il est surnommé plus rarement "Le Grand Manitou", "L'Ami" ou « Tong » (il déteste ce dernier surnom). Il grandit dans le quartier Saint-Antoine, faisant partie des quartiers Nord de Marseille. Il travaille dans le bâtiment et exerce le métier de conducteur de travaux à Bouc-Bel-Air. Il grandit parmi les militants communistes. Il n'est repéré par la police qu'en 1974, à l'âge de 23 ans, pour port d'arme prohibée.

## Carrière
Proche du caïd marseillais des années 1970, Gaëtan Zampa, il évolue dans son ombre. Il est considéré comme un ancien membre de la French Connection. En 1983, il entre en conflit avec un des bras droit de zampa, bianconi Jean François pour le monopole des machines à sous sur le nord de marseille. Il comparaît devant un tribunal correctionnel parisien pour une extorsion de fonds en compagnie d'une figure du milieu issu du « gang des Lyonnais », Edmond Vidal. Il aurait racketté un établissement parisien avec une machine qui appartenait à un ancien élève de HEC. Lors de l'enquête, il témoigne de ce qu'il avait expliqué à cet honnête et naïf commercial qui plaçait ses machines à sous dans le quartier de la Goutte d'Or « C'est un travail de voyou, pas de cave, Je suis le Chinois de Marseille, et mes associés sont de grosses pointures. » Ce témoignage reste dans les annales du monde judiciaire. Il est condamné à quatre ans de prison. 
En 1989, il obtient un non-lieu dans une affaire où on le soupçonnait de mettre la main sur des bars ou des boîtes de nuit.
Dans les années 1990, il semble investir le monde de la nuit et celui des machines à sous de la région marseillaise. À cette époque, il est officiellement « aide-conducteur de travaux » et résident camerounais. Là-bas, il y possède deux entreprises, un piano-bar et une entreprise de machines à sous. 
En 1999, il est poursuivi et relaxé dans un dossier d'association de malfaiteurs touchant à des machines à sous. Il est interpellé au domicile d'une de ses connaissances avec 183 kilos de cannabis dans une voiture volée, un véritable arsenal (pistolets-mitrailleur, armes de poing, fusils et lance-roquettes). Lors du procès en compagnie d'une trentaine de prévenus, les magistrats ont déterminé les responsabilités de chacun, notamment l'assassinat d'un patron de bar d'Avignon, Olivier Poinas. Pour ce meurtre, il obtient aussi un non-lieu.
En 2000, lors de l'assassinat de Francis Vanverberghe dit « le Belge », Mihière est présenté comme le nouvel homme fort de Marseille.
En 2001, il est condamné à six ans d'emprisonnement par la cour d'appel de Nîmes pour association de malfaiteurs. Lors de ses multiples déplacements, entre mai et juin 2003, il arrive à la maison d'arrêt de Seysses, près de Toulouse. Placé à l'isolement, il a comme voisin dans la cellule à côté, Patrice Alègre, célèbre tueur en série toulousain. Mihière se propose d'être son conseiller juridique et médiatique, il lui souffle une citation d'Albert Camus sur la liberté qu'Alègre recopie. Ce dernier en profite pour envoyer une lettre au procureur général de Toulouse.
En 2004, il est condamné à neuf ans de prison pour trafic de cannabis et association de malfaiteurs par la cour d'appel d'Aix-en-Provence.
Pourtant, il a la réputation d'être un « roi de l'esquive judiciaire » car il a été relaxé dans deux autres affaires d'association de malfaiteurs, ou encore de blanchiment.
Jusqu'à récemment, il était installé en Catalogne, en Espagne où il exploitait une entreprise d'olives et de savons. Mais en 2012, il quitte l'Espagne pour s'installer en Provence.

## Arrestation en novembre 2012
Raymond Mihières est interpellé le 26 novembre 2012 par l'Office central pour la répression du trafic illicite des stupéfiants (OCTRIS) à Coudray, en Eure-et-Loir, avec deux autres complices (dont un caïd corso-marseillais, Ange Buresi, échappé de la prison des Baumettes en 1992), suite à dix-huit mois d'enquête sur un trafic de cocaïne avec le Pérou. Cette arrestation fait suite à une autre, celle d'un passeur avec 26 kilos de cocaïne à l'aéroport de Roissy en provenance de Lima. Le coup de filet s'étend à dix personnes.